# Labore et Constantia
Labore et Constantia is een koninklijk harmonieorkest uit Ekeren (Antwerpen), opgericht op 25 mei 1826. Het harmonieorkest staat sinds 2004 onder leiding van Bart Vercammen. In 2010 promoveerde de harmonie naar 'ere-afdeling' op het provinciaal orkestentoernooi. De naam is afkomstig van het devies van de drukkerij van Plantijn-Moretus

## Geschiedenis
Labore et Constantia werd in 1826 opgericht in Ekeren. Een van de stichters was jhr. Ferdinand Moretus, lid van de drukkersfamilie Plantijn-Moretus. In 1842 veranderde Labore et Constantia van harmonie naar fanfare. Het speelde in de loop van zijn bestaan bij tal van nationale evenementen.
Tijdens WO2 lagen de repetities tijdelijk stil. In 1945 zette Labore et Constantia zijn muzikale activiteiten weer voort. Er werd deelgenomen aan wereldtentoonstellingen, provinciale toernooien etc.
In 1952 werd Labore et Constantia terug een harmonie. Er werd een, nu niet meer bestaande, majorettenafdeling opgericht en de harmonie kreeg voor het eerst een uniform.
Om nieuwe muzikanten aan te trekken werd in 2005 het instaporkest 'LaConia', onder leiding van Barbara Pieters, opgericht.
In 2010 nam de harmonie deel aan het provinciaal orkestentoernooi en promoveerde van de afdeling uitmuntendheid naar de ere-afdeling.
2011 was een speciaal jaar voor Labore et constantia: het vierde zijn 185-jarig bestaan. Voor deze gelegenheid schreef de Belgische componist Bart Picqueur het werk Moretus voor de harmonie. Ook werden er enkele topconcerten georganiseerd. Zo werd er met de Oostenrijkse componist Otto M. Schwarz geconcerteerd in deSingel van Antwerpen en bundelden het zijn muzikale krachten met het Ekerse koor Cantando en de sopraan Hanne Roos voor een concert in de Sint-Lambertuskerk.